# زاراي
زاراي (بالإنجليزية: Zaraï) كانت مدينة قرطاجية رومانية بربرية في موريتانيا القيصرية. تقع في مدينة عين ولمان الحالية بالجزائر.